# Карнс Сити (Пенсилванија)
Карнс Сити (енгл. Karns City) град је у америчкој савезној држави Пенсилванија.

## Демографија
По попису из 2010. године број становника је 209, што је 35 (-14,3%) становника мање него 2000. године.
| Група             | 2000.       | 2010.        |
| Белци             | 242 (99,2%) | 209 (100,0%) |
| Афроамериканци    | 1 (0,4%)    | 0 (0,0%)     |
| Азијати           | 0 (0,0%)    | 0 (0,0%)     |
| Хиспаноамериканци | 1 (0,4%)    | 0 (0,0%)     |
| Укупно            | 244         | 209          |